# Square Henri-Christiné
Le square Henri-Christiné est un espace vert du 10e arrondissement de Paris.

## Situation et accès
Le square est accessible par le 151, quai de Jemmapes, à l'angle du pont Maria Casarès. Il fait face, de l'autre côté du canal Saint-Martin, au square Eugène Varlin.
Il est desservi par la ligne 7 à la station Château-Landon et par la ligne 2, à la station Colonel-Fabien.

## Origine du nom
Il a été nommé en hommage au compositeur franco-suisse Henri Christiné (1867-1941).

## Historique
Le premier espace vert à porter ce nom était situé sur la place de la République, en face du square de la Place-de-la-République. Lors du réaménagement de la place de la République, inaugurée en juin 2013, le square est supprimé, bien qu'une sortie de métro de la ligne 5 l'indique toujours.
À la suite de sa disparition, une partie des berges du canal Saint-Martin, le long du quai de Jemmapes, face au square Eugène Varlin, est renommé square Henri-Christiné.

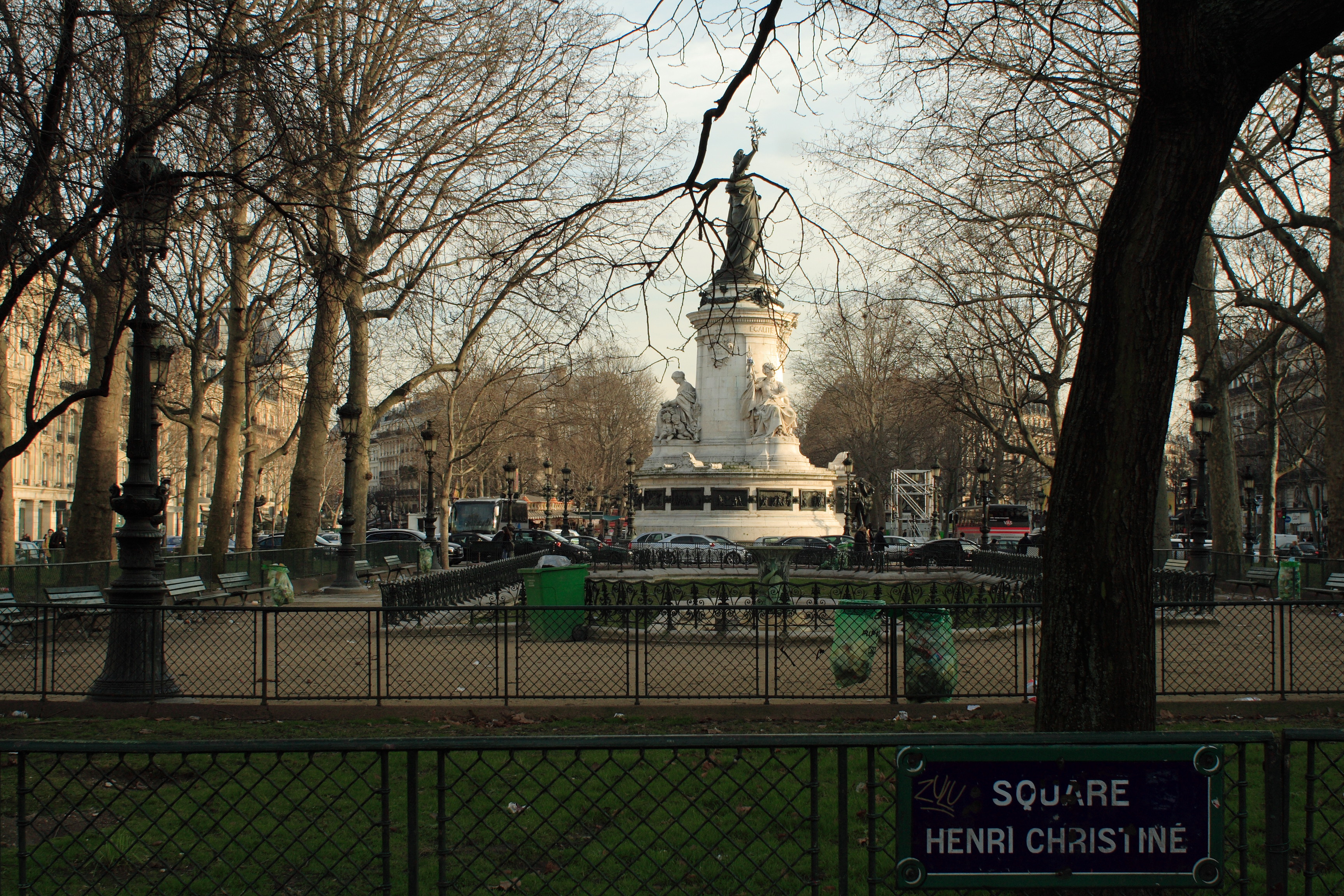
Ancien square Henri-Christiné, place de la République.